# 長久手市立北中学校
長久手市立北中学校（ながくてしりつきたちゅうがっこう）は、愛知県長久手市東原にある公立中学校。

## 概要
2013年（平成25年）4月1日に、長久手市立長久手中学校と長久手市立南中学校より分離独立した市内3校目の中学校として開校した。同市の長久手市立西小学校・長久手市立北小学校の校区が北中学校の校区となる。
4階建ての校舎棟と体育施設棟で構成されている。建設事業費は約27億円。
なお、本校の約200m北に尾張旭市との境界が、約500m北西に名古屋市守山区との境界がある。

## 部活動

### 運動部
- 陸上部
- バレーボール部
- バスケットボール部
- サッカー部
- ソフトテニス部
- 卓球部
- 剣道部
- 野球部

### 文化部
- 吹奏楽部
- パソコン部
- 美術部

## 出身者
- 羽根彩夏（囲碁棋士）